# Detector de pàrquing
Un detector de pàrquing o detector de plaça lliure és un sistema que mitjançant un sensor d'ultrasons detecta la presència d'un vehicle en una plaça de pàrquing, possibilitant així l'anunci d'un plaça lliure mitjançant un indicador extern de "plaça lliure". El sistema permet al mateix temps, si es desitja, controlar d'una forma global els vehicles estacionats en les diferents places de tot l'aparcament.
El sistema porta uns leds, vermell i verd, amb un ampli angle de visió, per indicar als usuaris si la plaça està ocupada o no, i en certs casos permet la recol·lecció de dades cap a l'ordinador de control central, tot això mitjançant el cablejat de xarxa local.
Els detectors de plaça de pàrquing, utilitzen com a element de detecció un sensor d'ultrasons, molt direccional, que no queda afectat per la presència d'un vehicle a les places del costat.
Normalment són sensors piezoelèctrics d'emissió/recepció d'ultrasons dissenyats per a ser instal·lat físicament en el centre de la plaça de pàrquing per poder detectar amb una certesa total la presència o absència d'un vehicle.